# Aleksandr Bojarski
Aleksander Iwanowicz Bojarski (ur. 17 maja 1885 w Kopytowie, zm. 9 września 1937 w Suzdalu) – jeden z liderów ruchu Żywej Cerkwi.

## Wczesna działalność
Urodził się w rodzinie psalmisty cerkiewnego z parafii w Kopytowie, w eparchii chełmsko-warszawskiej. Nosił nazwisko rodowe Siegieniuk, które zmieniono mu w momencie przyjmowania święceń kapłańskich.
Jeszcze przed przyjęciem święceń kapłańskich prowadził na własną rękę działalność propagowania prawosławia wśród robotników. Po wyświęceniu na kapłana został skierowany do miejscowości Kołpino w pobliżu stolicy Rosji, gdzie prowadził parafię na osiedlu robotniczym i zorganizował przy niej klub przeznaczony dla moralnego i duchowego kształcenia młodzieży z rodzin pracowniczych. W marcu 1917 w Petersburgu spotkał Aleksandra Wwiedeńskiego i innych kapłanów opowiadających się za gruntowną reformą Rosyjskiego Kościoła Prawosławnego. Razem z nimi zaczął tworzyć Związek Demokratycznego Duchowieństwa i Świeckich – organizację, która miała kontynuować działalność na rzecz reform w Cerkwi podjętą dwanaście lat wcześnie przez grupę 32. Aleksandr Wwiedeński, wspominając później swoją przyjaźń z Bojarskim i zmarłym w 1920 innym kapłanem – Iwanem Jegorowem – nazwał ich znajomość "największą przyjaźnią w historii Cerkwi, która jednakowoż zbyt mało dała na to, co by dać mogła".

## Żywa Cerkiew
Przez cały rok 1917, działając w ramach Związku, Bojarski był bardzo aktywny w Petersburgu – występował publicznie, uczestniczył w mityngach i apelach, propagując idee gruntownej przebudowy Cerkwi. Był również przeciwnikiem rządu Aleksandra Kiereńskiego, stopniowo zaczął sympatyzować z lewicowymi eserowcami. Maszkiewicz uznaje go za głównego ideologa ruchu Żywej Cerkwi w pierwszej fazie jego działania, zaś za główną wykładnię programową tego ruchu napisaną przez Bojarskiego broszurę Cerkiew i demokracja. Twierdził w niej, że:

Kościół Chrystusowy, który zachowuje w sobie pełnię wiecznej istoty Chrystusa, nie może być porównany do partii politycznej. Jednakże poglądy polityczne można opierać na nauce cerkiewnej, wywodzić je z niej.

W broszurze zawarte było trzynaście punktów, które stanowiły przez cały okres istnienia Żywej Cerkwi jej oficjalną wykładnię ideową. Bojarski domagał się w nich oparcia społeczeństwa na powszechnym obowiązku pracy, uspołecznienia ziemi, zniesienia kary śmierci, odrzucenia wszelkiej agresji, równouprawnienia kobiet, wprowadzenia ośmiogodzinnego dnia pracy, a przy tym odrzucenia pojęcia klas społecznych i walki między nimi. Twierdził, że walka metodami pokojowymi ze złem jest możliwa, a wręcz wskazana.
Podobnie jak Aleksander Wwiedeński, Bojarski podjął w 1920 współpracę z metropolitą piotrogrodzkim i gdowskim Beniaminem, znanym ze swojej działalności w środowiskach robotniczych. Widząc jednak, iż metropolita nie ma zamiaru wymówić posłuszeństwa patriarsze Tichonowi, ograniczył swoje kontakty z nim. W maju 1920 wszedł do Najwyższego Zarządu Cerkwi – najwyższego organu władzy w Żywej Cerkwi. W lipcu 1922 wystąpił na procesie metropolity Beniamina, ku zaskoczeniu wszystkich i w przeciwieństwie do innego działacza odnowicielskiego Władimira Krasnickiego gorąco broniąc podsądnego.
Cały czas pozostawał proboszczem parafii w Kołpinie. W latach 1924–1930 łączył tę funkcję z zadaniami proboszcza cerkwi Zaśnięcia Matki Bożej (znanej jako cerkiew Zbawiciela na placu Siennym) w Leningradzie, zaś od stycznia do sierpnia 1926 służył dodatkowo w soborze św. Izaaka w Leningradzie. Na początku prześladowań prawosławnych w Rosji w latach 30., które objęły także ruch Żywej Cerkwi, został zmuszony do opuszczenia Leningradu i zamieszkania w Kinieszmie. Za zasługi przy budowie Żywej Cerkwi otrzymał w 1933 od jej Synodu godność biskupa iwanowskiego i kineszemskiego, zaś od 1935 posiadał tytuł metropolity.
Mimo narastającej propagandy państwowego ateizmu Bojarski nadal starał się prowadzić pracę duszpasterską wśród robotników. W związku z tym 17 marca 1936 został aresztowany i skazany na pięć lat więzienia, którą to karę odbywał w Suzdalu. 9 września 1937 ponownie osądzony przez trójkę NKWD, został skazany na rozstrzelanie i stracony tego samego dnia w więzieniu w Suzdalu.